# 1공단로
1공단로(1gongdan-ro)는 경상북도 구미시 광평동 광평오거리 에서 구미시 공단동를 잇는 도로이다.

## 주요 경유지
경상북도
- 구미시 (광평동 . 공단동)

## 노선
| 이름             | 접속 노선       | 소재지          | 소재지          | 비고            |
| 새마을로와 직결  | 새마을로와 직결 | 새마을로와 직결 | 새마을로와 직결 | 새마을로와 직결 |
| ---------------- | --------------- | --------------- | --------------- | --------------- |
| 광평오거리       | 구미대로 상림로 | 구미시          | 광평동          |                 |
| 광평삼거리       | 1공단로3길      | 구미시          | 공단동          |                 |
| 제3광평교        |                 | 구미시          | 공단동          |                 |
| (순천향대병원앞) |                 | 구미시          | 공단동          |                 |
| 순천향네거리     | 산호대로        | 구미시          | 공단동          |                 |
| (이름없음)       | 낙동강변로      | 구미시          | 공단동          |                 |

## 주요 시설및 건물
- 순천향대학교 구미병원 (1공단로 179/공단동 250)
- 우리은행 구미공단금융센터 (1공단로 182/공단동 264-8)
- 신한은행 구미공단금융센터 (1공단로 188/공단동 264-14)
- 파리바게트 구미공단점 (1공단로 196/공단동 264-19)